# Topolița (okręg Neamț)
Topolița – wieś w Rumunii, w okręgu Neamț, w gminie Grumăzești. W 2011 roku liczyła 1586 mieszkańców.